# 聖炎天使エレアノール
『聖炎天使エレアノール』（せいえんてんしエレアノール）は、2007年6月29日にSAGA PLANETSより発売された18禁恋愛アドベンチャーゲームである。

## 概要
聖女に変身して異形の化け物と戦う修道女を描いた、変身ヒロインもののアドベンチャーゲーム。
本作はアドベンチャーゲームパートのほかにも、ヒロインのランが聖女エレアノールに変身して敵と戦うバトルモードがある。戦闘が始まるとカウントダウンが開始し、時間切れになる前に攻撃を決定しなくてはならない。攻撃には『攻（撃）』『反（撃）』『突（撃）』の3種類あり、『攻』は『反』に勝ち、『反』は『突』に勝ち、『突』は『攻』に勝つといった「三竦み」の関係になっている。敗北した場合はコンテニュー画面が表示される。『はい』を選ぶと、もう一度挑戦でき、『あきらめます』を選ぶとヒロインが敵に陵辱されるイベントが発生し、ゲームオーバーになる。

## あらすじ
聖なる炎のともるランタンのような塔・再生の塔の加護を受けてきた巨大学園都市・聖櫃。だが、ある事件により塔の力が弱まり、異形の化け物・棄教者（ガル）が現れるようになった。ある日、主人公・ネオンは全寮制の学舎・教立エレアノール学園の近くの森で倒れていたところを、見習い修道女であるラン・ファンテールによって保護された。そこへ棄教者が現れて2人を襲うとするが、ネオンがランの持つランタンに触れたとき、ランは聖炎天使エレアノールとなり、棄教者を撃退した。学園で見習い神父としてとどまり雑をこなしつつもつつも、ネオンはランと2人で棄教者との闘いにのぞむのであった。

## 登場人物
ネオン
本作の主人公。名前以外の記憶を失っており、素性の一切が不明。
ランが聖炎天使エレアノールとなった際、聖炎天使エレアノールを導く存在にして能力の抑制役であることが判明した。ランが聖炎天使エレアノールとなった後は、教立エレアノール学園の見習い神父になった。
ラン・ファンテール
声 - 佐々木あかり
教立エレアノール学園の見習い修道女兼学生。笑顔が絶えずほんわかした性格だが、芯が強い。
再生の塔の炎の力により、聖炎天使エレアノールとなり、聖転のランタンの力をもって棄教者と闘う。
ニージェリアス・プルプレア
声 - 理多
教立エレアノール学園の監督生。気品があって面倒見がよいため、同性からの評判は良い。その一方で、学園の秩序を乱す男には容赦しないため、ネオンに対しては厳しくなっている。
リズリット・ルーダー
声 - あさり☆
教立エレアノール学園の学生である良家の令嬢。愛称リズ。育ち故か少々高慢だが、基本的にはうるさいくらいに明るく元気で社交的。ゴシップ好きで、学園に来たネオンに興味を抱いている。
タマ・シグレット
声 - 花野うさぎ
教立エレアノール学園の学生である眼鏡っ娘。思い込みが激しく、ネオンに恐怖を抱いている。リズの父親の援助で学園に入学したという経緯を持つため、リズに逆らえない。
モーリー・パンドゥロ
教立エレアノール学園のシスタークラスで教鞭をとる神官で、ランの養父にあたる。
クレア・スティングレー
声 - 櫻レオナ
ボーマン卿の秘書である修道女で、ネオンの先輩。
ミディア・レノ
声 - 森川陽子
教立エレアノール学園のシスタークラスに在籍する女子生徒。
マサツ・セッツ
聖櫃の守護を担う組織・塔護（トーゴ）の一員で、学生区画の警備主任を務める男性。一連の異変についてネオンが絡んでいるのではないかとみている。
ボーマン・ミウルス
塔護（トーゴ）の特別顧問官を務める枢密卿。事故で四肢を失っているため移動には車いすを用いており、メイドが常に介助している。
アナスタシア
棄教者退治に勤しむ、翼と青い炎を持った謎の女。
ルミハニエル
声 - 佐々木あかり

レオン・グッピー
エレアノールを狙う、異様な格好をした謎の大男。
バグステージ・ナルキッスス
若き実業家で、教会上層部とのつながりもある。紳士的だが、貴族を集めては自分の店で怪しげなパーティーを開くなど、どこか危険な雰囲気をまとわせている。
マーレイ・ウルリッヒ
研究者。

## スタッフ
- 原案 - 南條しかし
- 原画 - 久坂宗次
- シナリオ - 博恵夏樹、新島夕、不二川“でぇすて” 巴人、若林浩太郎
- ムービー - SHO-ICHI
- プロデューサー - ふる

### 楽曲
- BGM - StudioMerryBell
- 主題歌「Alt flugel」
  - 歌 - mCKu / 作詞 - 新島夕 / 作・編曲 - mCKu